# Малый Дружбинский провал
Малый Дру́жбинский провал (Малый карстовый провал) — пещера в Нижнесергинском муниципальном районе Свердловской области, на территории природного парка Оленьи Ручьи. Карстовая шахта глубиной 30 м. Является памятником природы.

## Расположение
Малый Дружбинский провал находится в 4,5 км на юго-восток от станции Бажуково. Пещера расположена на левом берегу реки Серги, в правом склоне выходящего к ней карстового лога, рядом с Федотовым логом, но выше по течению реки. Приблизительно в километре, в Федотовом логу располагаются пещера Дружба и Большой карстовый провал.

## Описание
Пещера относится к спелеорайону Уфимского амфитеатра, Сергинский спелеоподрайон. Вмещающие породы — известняки.
Вход в полость открывается на дне большой карстовой воронки Г-образной формы. На глубине 20 м имеется перемычка (карстовый мост), ниже которой ствол колодца значительно сужается. Внизу имеется горизонтальный коридор длиной 35 и шириной 3-6 м. Дно шахты покрыто глыбами и глиной. В течение всего года в шахте сохраняется лёд.